# Космос-377
Космос-377 је један од преко 2400 совјетских вјештачких сателита лансираних у оквиру програма Космос.
Космос-377 је лансиран са космодрома Тјуратам, Бајконур, СССР, 11. новембра 1970. Ракета-носач Р-7 Семјорка (рус. Семёрка) (8К71, НАТО ознака SS-6 Sapwood) са додатим степеном је поставила сателит у орбиту око планете Земље. Маса сателита при лансирању је износила 4000 килограма. Космос-377 је био осматрачки сателит.